# 佗城站
佗城站位于广东省河源市龙川县佗城镇，是京九铁路的一座火车站，等级为四等站，距北京西站2112公里，距常平站203公里，本站及相邻上下行区间均為电气化區段。车站建于1996年，现只办理货运，不办理客运业务。